# Хяккянен, Антти
Антти Эдвард Хяккянен (фин. Antti Edvard Häkkänen; род. 16 января 1985, Мянтюхарью, Финляндия) — финский политический и государственный деятель. Вице-председатель партии «Национальная коалиция». Министр обороны Финляндии с 20 июня 2023 года. Является депутатом эдускунты с 2015 года. В прошлом — министр юстиции Финляндии (2017—2019).

## Биография
По результатам парламентских выборов 2015 года впервые избран депутатом эдускунты.
На партийном собрании в июне 2016 года избран вице-председателем «Национальной коалиции» на двухлетний срок. Переизбран в 2018, 2020 и 2022 годах.
5 мая 2017 года назначен министром юстиции Финляндии, став самым молодым министром (32 года) в кабинете Сипиля. Правительство ушло в отставку 6 июня 2019 года.
20 июня 2023 года назначен министром обороны Финляндии в правительстве под руководством премьер-министра Петтери Орпо.
16 июня 2024 года на партийном собрании в Тампере переизбран вице-председателем «Национальной коалиции» на пятый двухлетний срок.